# Интројекција
Интројекција је у општем смислу инкорпорација, упијање, присвајање и схватање спољњег света помоћу менталних слика. Овај термин указује да се увек нешто што споља само по себи постоји, посебним механизмом инкорпорира као сопствено, нарочито ако се то односи на особе које представљају узор појединцу. На тај начин интројекцијом се усвајају моралне норме чиме се и објашњава формирање Супер-Ега. Популарно схватање Супер-Ега је да је то интројекцијом створен „унутрашњи полицајац”, односно она особа која је у највећој мери утицала на раст и морални развој детета.